# 铁尔梅斯
铁尔梅斯（西班牙語：Tielmes）:873，是西班牙马德里自治区的一个市镇。总面积27平方公里，总人口2165人（2001年），人口密度80人/平方公里。